# Kysył-Syr
Kysył-Syr – osiedle typu miejskiego w Rosji, w Jakucji. W 2010 roku liczyło 3106 mieszkańców.